# Кевін Мартін (баскетболіст)
Кевін Мартін (англ. Kevin Martin; 1 лютого 1983) — американський професійний баскетболіст. Виступає за клуб НБА «Оклахома-Сіті Тандер» під 23 номером. Позиція — атакувальний захисник або легкий форвард.

## Кар'єра в НБА
Обраний на драфті 2004 під 26 номером клубом «Сакраменто Кінґс».
У дебютному сезоні проводив на майданчику в середньому трохи більше 10 хвилин за гру, не виходив у стартовій п'ятірці жодного разу.
У наступному сезоні показники Мартіна значно покращилися: 10.8 очок в середньому за гру проти 2.9 в попередньому сезоні, 3.6 підбирань проти 1.3 в попередньому сезоні. Він почав отримувати більше ігрової практики: в середньому 26.6 хвилин за гру проти 10.1 в попередньому сезоні.
17 березня 2007 у грі проти «Орландо Меджик» набрав 20 очок, реалізувавши 1 троьохчковий кидок та 17 штрафних кидків. Таким чином, Мартін став другим гравцем в історії НБА, котрий набрав не менше 20 очок за гру, лише одного разу влучивши не з лінії штрафних, а з гри.
У сезоні 2007-08 Мартін після 15 ігор регулярної першості був лідером НБА за результативністю. За цим показником він завершив сезон шостим.
Особистий рекорд результативності Кевін Мартін встановив 1 квітня 2009, набравши 50 очок у грі проти «Голден-Стейт Ворріорс».
18 лютого 2010 Мартін перейшов у «Рокетс». У дебютній грі за новий клуб набрав 14 очок.
27 жовтня 2012 Мартін перейшов у «Оклахома-Сіті Тандер».

### Статистика кар'єри в НБА

#### Регулярний сезон
| Сезон   | Команда               | GP  | GS  | MPG  | FG%  | 3P%  | FT%  | RPG | APG | SPG | BPG | PPG  |
| ------- | --------------------- | --- | --- | ---- | ---- | ---- | ---- | --- | --- | --- | --- | ---- |
| 2004–05 | Сакраменто Кінґс      | 45  | 0   | 10.1 | .385 | .200 | .655 | 1.3 | .5  | .4  | .1  | 2.9  |
| 2005–06 | Сакраменто Кінґс      | 72  | 41  | 26.6 | .480 | .369 | .847 | 3.6 | 1.3 | .8  | .1  | 10.8 |
| 2006–07 | Сакраменто Кінґс      | 80  | 80  | 35.2 | .473 | .381 | .844 | 4.3 | 2.2 | 1.2 | .1  | 20.2 |
| 2007–08 | Сакраменто Кінґс      | 61  | 57  | 36.3 | .456 | .402 | .869 | 4.5 | 2.1 | 1.0 | .1  | 23.7 |
| 2008–09 | Сакраменто Кінґс      | 51  | 46  | 38.2 | .420 | .415 | .867 | 3.6 | 2.7 | 1.2 | .2  | 24.6 |
| 2009–10 | Сакраменто Кінґс      | 22  | 21  | 35.2 | .398 | .355 | .819 | 4.3 | 2.6 | 1.0 | .2  | 19.8 |
| 2009–10 | Х'юстон Рокетс        | 24  | 22  | 35.8 | .435 | .310 | .924 | 2.9 | 2.3 | 1.0 | .1  | 21.3 |
| 2010–11 | Х'юстон Рокетс        | 80  | 80  | 32.5 | .436 | .383 | .888 | 3.2 | 2.5 | 1.0 | .2  | 23.5 |
| 2011–12 | Х'юстон Рокетс        | 40  | 40  | 31.6 | .413 | .347 | .894 | 2.7 | 2.8 | .7  | .1  | 17.1 |
| 2012–13 | Оклахома-Сіті Тандер  | 77  | 0   | 27.7 | .450 | .426 | .890 | 2.3 | 1.4 | .9  | .1  | 14.0 |
| 2013–14 | Міннесота Тімбервулвз | 68  | 68  | 32.0 | .430 | .387 | .891 | 3.0 | 1.8 | 1.0 | .1  | 19.1 |
| 2014–15 | Minnesota             | 39  | 36  | 33.4 | .427 | .393 | .881 | 3.6 | 2.3 | .8  | .0  | 20.0 |
| 2015–16 | Міннесота Тімбервулвз | 39  | 12  | 21.4 | .377 | .369 | .880 | 2.1 | 1.2 | .4  | .0  | 10.6 |
| 2015–16 | Сан-Антоніо Сперс     | 16  | 1   | 16.3 | .353 | .333 | .933 | 1.8 | .8  | .6  | .1  | 6.2  |
| Кар'єра | Кар'єра               | 714 | 504 | 30.2 | .437 | .384 | .870 | 3.2 | 1.9 | .9  | .1  | 17.4 |

#### Плей-оф
| Сезон   | Команда              | GP | GS | MPG  | FG%  | 3P%  | FT%   | RPG | APG | SPG | BPG | PPG  |
| ------- | -------------------- | -- | -- | ---- | ---- | ---- | ----- | --- | --- | --- | --- | ---- |
| 2006    | Сакраменто Кінґс     | 6  | 1  | 32.8 | .407 | .316 | 1.000 | 5.0 | .5  | .5  | .3  | 13.2 |
| 2013    | Оклахома-Сіті Тандер | 11 | 0  | 29.4 | .380 | .370 | .907  | 3.1 | 1.3 | .6  | .3  | 14.0 |
| 2016    | Сан-Антоніо Сперс    | 5  | 0  | 9.8  | .400 | .500 | .667  | .8  | .6  | .2  | .0  | 4.4  |
| Кар'єра |                      | 22 | 1  | 25.9 | .389 | .370 | .933  | 3.1 | .9  | .5  | .2  | 11.6 |